# 國防情報本部
国防情报本部（英文为Defense Intelligence Agency ，故缩写为DIA）是大韩民国联合参谋本部直辖機構。1981年为了汇总韩国军事情报、谍报而設的情报机构。设置依据是韩国国防情报本部令。本部长是陆军或空军中将。
韩国国军网络司令部（사이버사령부）隶属于情报本部。